# Nebenhaus aus Sieblos

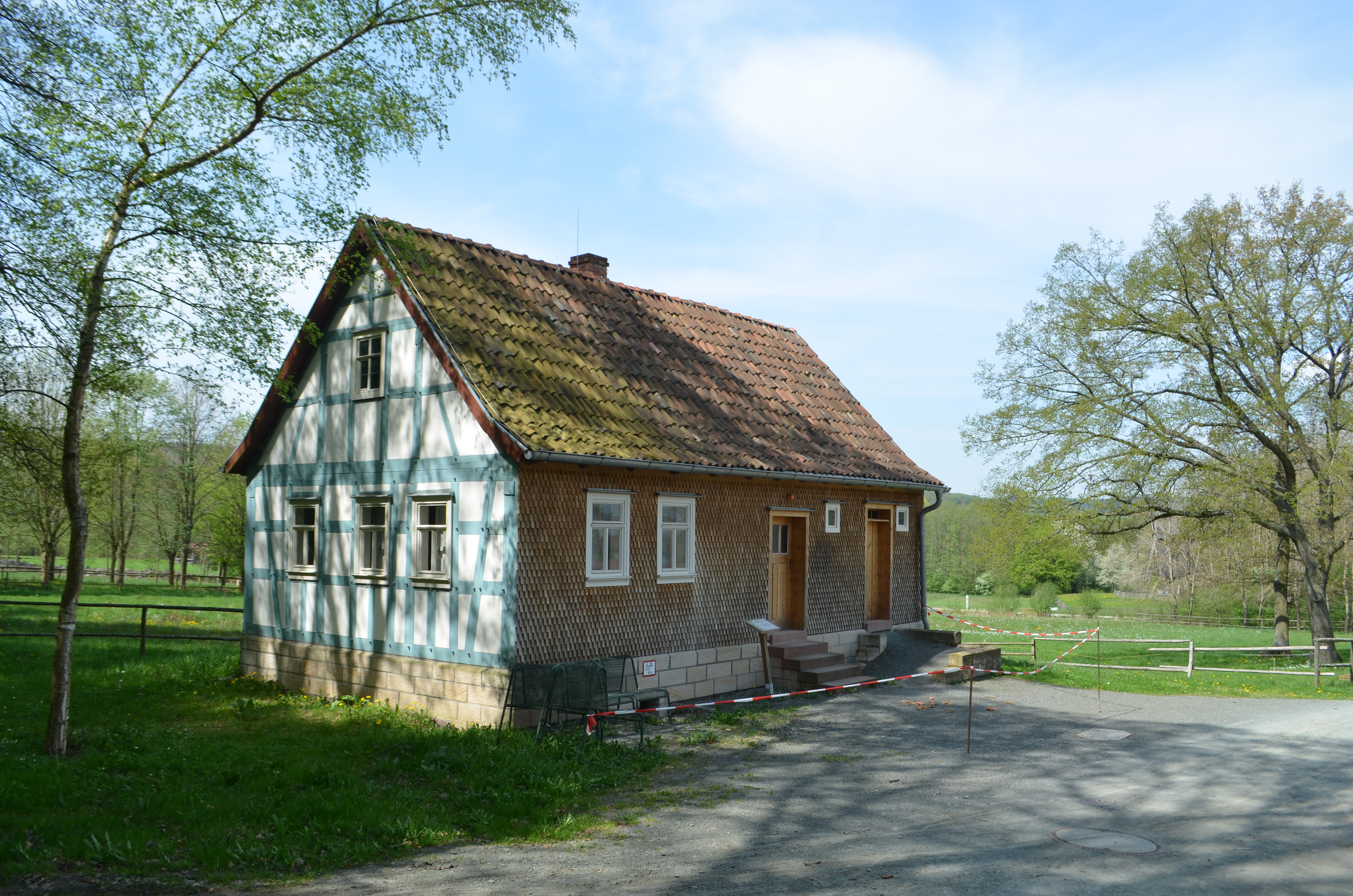
Nebenhaus aus Sieblos

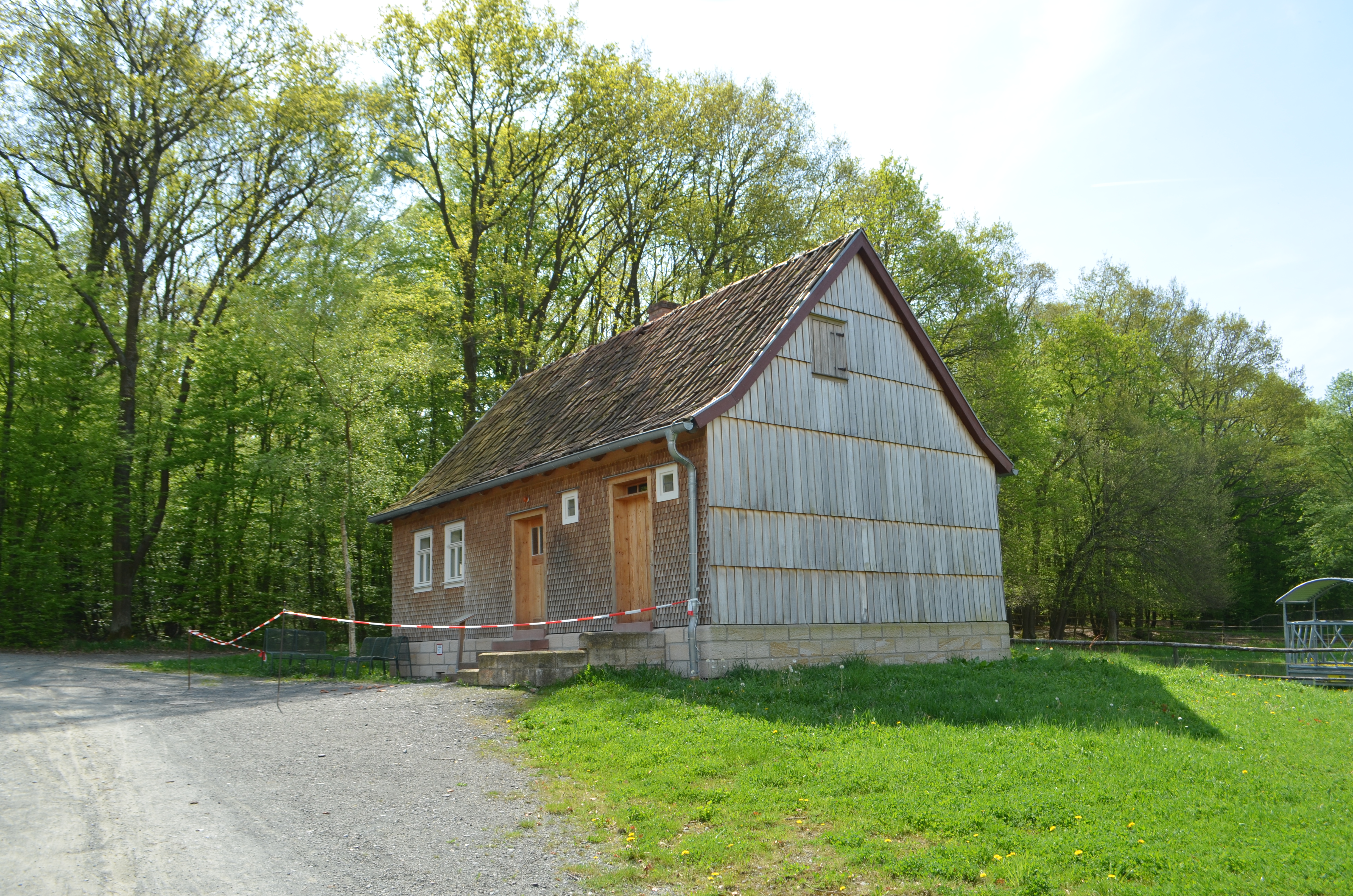
Nebenhaus aus Sieblos

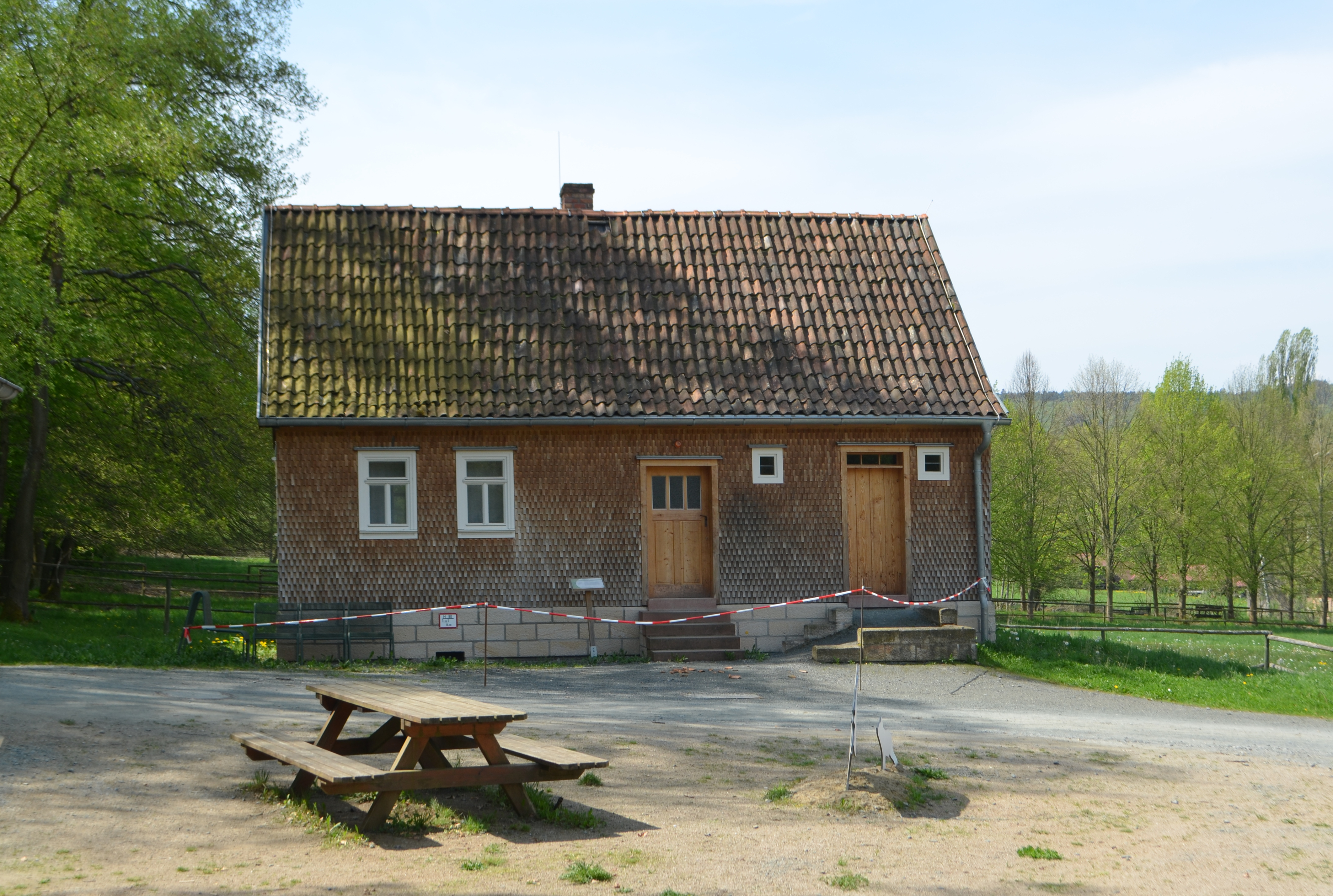
Nebenhaus aus Sieblos

Das Nebenhaus aus Sieblos ist ein 2010 im Hessenpark wieder errichtetes Gebäude aus Sieblos, heute ein Ortsteil von Poppenhausen (Wasserkuppe).

## Geschichte des Hofgutes Grösch
Seit dem 17. Jahrhundert ist die Familie Grösch urkundlich in Sieblos nachweisbar. Das Hofgut Grösch wird erstmals 1816 im „General-Währschafts- und Hypothekenbuch“ beschrieben. Danach handelte es sich um ein geschlossenes Bauerngut aus einem Wohnhaus (mit der laufenden Nummer 16), mit Scheuer, Stallung, Schweinestall, Gras- und Pflanzengarten.
1860 wird in der gleichen Quelle erstmals auch das Nebenhaus erwähnt. Nun bestand das Gröschgut aus Wohnhaus mit Keller und Stallung, Schweinestall, Backhaus, Scheuer und Hammelstallung sowie eben dem Nebenhaus mit Stallung.
Aus dem Jahr 1892 ist eine Gebäudebeschreibung zu Feuerversicherungszwecken überliefert. Das Haus hat eine Grundfläche von 9,6 mal 5,8 Meter. Diese ca. 55 m² Grundfläche wurden zu einem Viertel als Stall (für eine Kuh) genutzt. Über einem gewölbten Keller befanden sich eine geheizte Kammer, eine Küche und eine Stube. Der Feuerversicherungswert betrug 1.200 Mark (in heutiger Kaufkraft 9.728 Euro).
Zum Ende des 19. Jahrhunderts war der Gröschhof Eigentum von Wilhelm Grösch. Die Familie Grösch verfügte mit 16 Hektar über das größte Anwesen in Sieblos. Die Scheune des Anwesens hatte eine Größe von etwa 167 m², daneben bestand eine Göpelhalle von 132 m².

## Nebenhaus
Nebenhäuser dieser Art waren typisch für die größeren bäuerlichen Anwesen in der Rhön. Um 1895 hatten von den 16 Höfen in Sieblos die Hälfte derartige Nebenhäuser. Sie dienten zum einen der Unterkunft der Altbauern, aber auch der Unterkunft der ledigen Geschwister des Haupterben. Auch im Fall dieses Hauses ist dokumentiert, dass 1863 Franz Grönsch Eigentümer wurde, aber dessen Brüder Ferdinand und Hyronimus ein Wohnrecht bis zur Heirat erhielten.
Der Typ des Hauses ist ein eingeschossiges dreizoniges Ernhaus. In den 1920er Jahren erfolgte eine sparsame Elektrifizierung.

## Wiederaufbau
1987 wurde das Haus photographisch dokumentiert, demontiert und in den Hessenpark verbracht. Ab Frühjahr 2009 erfolgte der Wiederaufbau. Es ist Teil der Baugruppe Osthessen. Das Haus soll ein Leben „auf dem Altenteil“ darstellen und wird daher anhand des Standards der 1920er Jahre möbliert.